# Coleridge Goode
Coleridge Goode (Kingston (Jamaica), 29 november 1914 – Londen, 2 oktober 2015) was een Britse jazzcontrabassist.

## Biografie
Goode was afkomstig uit een muzikale familie. Zijn vader was organist en koorleider en zijn moeder zong in het koor. Vanaf 11-jarige leeftijd leerde hij viool spelen. In 1934 kwam hij naar het Verenigd Koninkrijk, studeerde aan het Royal Technical College (later University of Strathclyde) in Glasgow en wisselde vervolgens naar de Glasgow University om elektrotechniek te studeren. Hij werkte ook als klassiek amateur-violist. Hij koos voor de jazz en wisselde in 1939 naar de contrabas onder de indruk van de muziek van Count Basie, Duke Ellington, Billie Holiday en Louis Jordan, maar ook van Johann Sebastian Bach: Bachs baslijnen vormden het uitstekende deel van zijn muziek voor mij. Bach liet me aandacht besteden aan de bas.
Hij besloot om niet als ingenieur in zijn thuisland te werken en verbleef in het Verenigd Koninkrijk om een muziekcarrière na te streven. Zijn vroege invloeden als bassist waren Walter Page, Slam Stewart en Jimmy Blanton. In 1942 verhuisde hij naar Londen, waar hij werkte als professionele muzikant in kleine swingformaties met o.a. Johnny Claes, Eric Winstone, Lauderic Caton en Dick Katz. Hij was een van de oprichters van het Ray Ellington Quartet. Hij speelde op de radio met Stéphane Grappelli en George Shearing. Eind januari 1946 nam hij vier nummers op met Django Reinhardt in Londen, o.a. Coquette en onder de titel Echoes de France een jazz-versie van het Franse volkslied. Hij was een van de eerste bassisten die de elektrisch versterkte contrabas gebruikten (sinds 1946).
Hij speelde later in het sextet van Tito Burns en leidde zijn eigen formatie, voordat hij in 1959 lid werd van de band van Joe Harriott, in wiens kwintet hij bleef tot 1965 en daarin een belangrijke rol vervulde. Hij nam ook deel aan de pogingen van Harriott om jazz en Indiase muziek samen te voegen. Tijdens de jaren 1960 en 1970 werkte hij vaak met pianist en componist Michael Garrick, ook met Gwigwi Mrwebi en in een kwartet dat optrad als hotelband in het Churchill. Hij speelde ook in het trio van Iggy Quail en vervolgens Laurie Morgan. Net als Slam Stewart streelde hij zijn solo's terwijl hij één octaaf hoger zong.
In 2002 verscheen zijn autobiografie, die hij samen met jazzauteur Roger Cotterrell schreef. In 2011 ontving hij een Parliamentary Jazz Award voor zijn diensten aan jazz.

## Overlijden
Coleridge Goode overleed in oktober 2015 op bijna 101-jarige leeftijd.

## Discografie
- 1946: Django Reinhardt 1944-1946 (Classics Records)
- 1960: Joe Harriott: Free Form (Redial)
- 1962: Joe Harriott: Abstract (Redial)
- 1967: Joe Harriott: Swings High (Cadillac)
- 1967: Shake Keane: That's the Noise (Vocalion Records)
- 1970: Michael Garrick: The Heart is a Lotus (Vocalion Records)

## Boek
- Coleridge Goode und Roger Cotterrell: Bass Lines: A Life in Jazz. London, Northway Books, 2002 ISBN 0-9537040-2-5